# Clytocerus flavitarsis
Clytocerus flavitarsis és una espècie d'insecte dípter pertanyent a la família dels psicòdids que es troba a Àfrica: Tanzània.